# Paraonis uncinatus
Paraonis uncinatus är en ringmaskart som beskrevs av Hartman 1965. Paraonis uncinatus ingår i släktet Paraonis och familjen Paraonidae. Inga underarter finns listade i Catalogue of Life.